# Air Macau

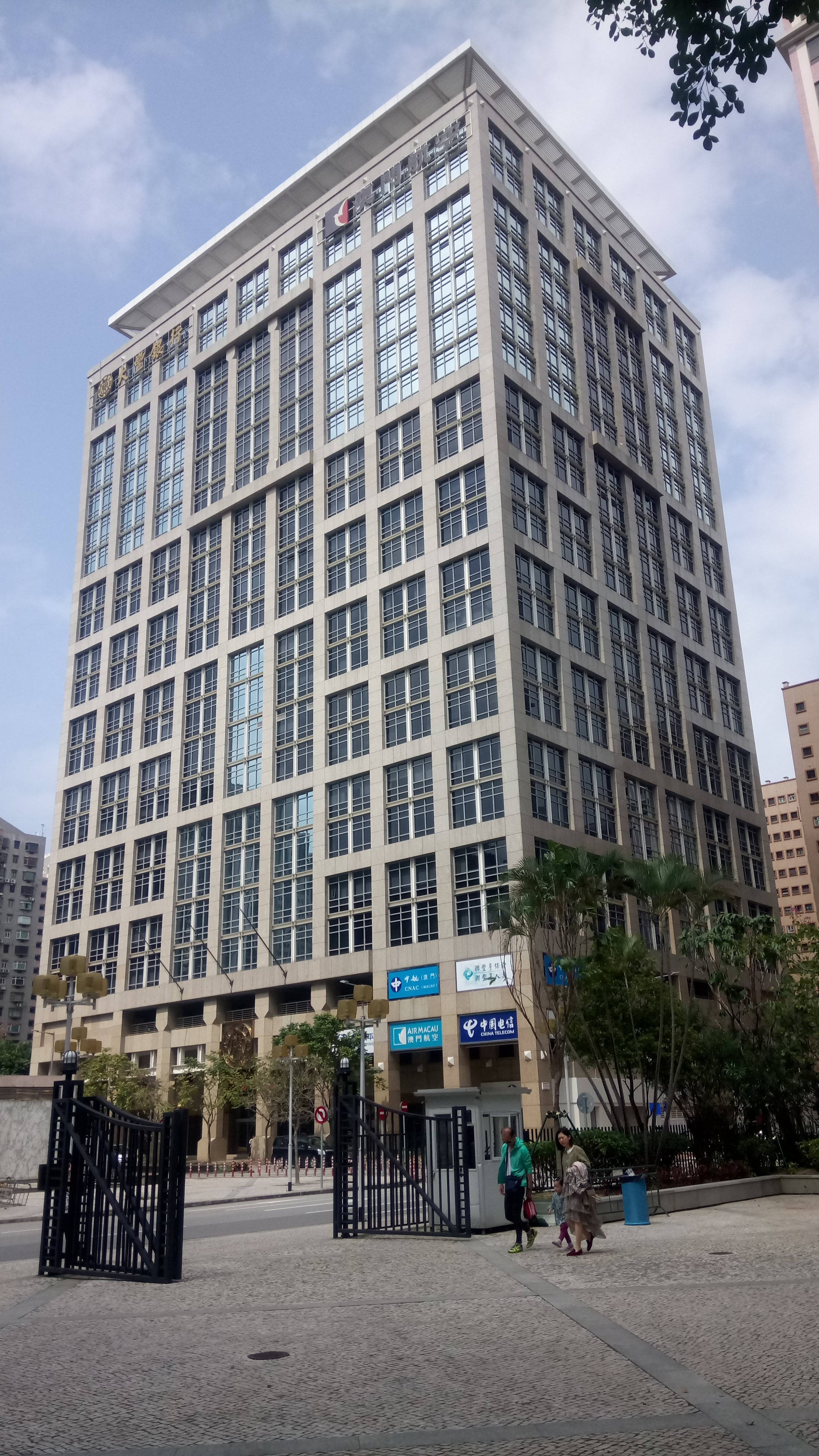
Edifício CNAC, a sede da Air Macau

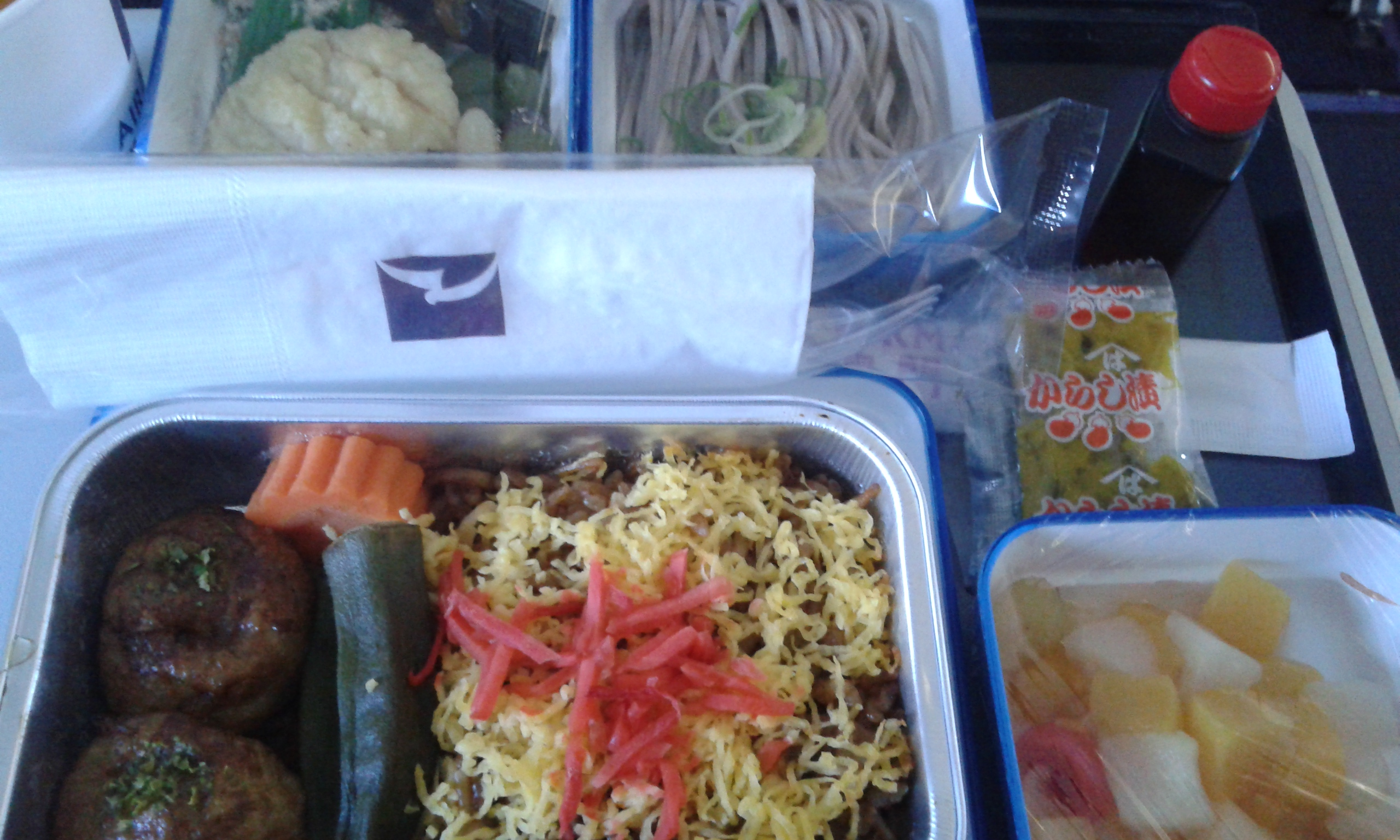
refeições a bordo

Air Macau Company Limited (Chinês: 澳門航空股份有限公司, Português: Companhia de Transportes Aéreos Air Macau, S.A.R.L) é a linha aérea de bandeira de Macau que possui a concessão exclusiva de exploração de todas as operações aéreas locais. Esta concessão, atribuída pelo Governo de Macau, implica que qualquer companhia aérea que quiser operar a partir de Macau terá de obter autorização da Air Macau para utilizar os seus direitos internacionais de transporte de passageiros. Como, por exemplo, a Viva Macau foi sua subconcessionária até 2010.
Esta empresa monopolística foi estabelecida no dia 13 de Setembro de 1994 e começou as suas operações comerciais no dia 9 de Novembro de 1995. A base das suas operações é o Aeroporto Internacional de Macau. Atualmente emprega cerca de 766 funcionários. Apesar de possuir direitos de tráfego e exploração de muitas ligações aéreas, a Air Macau opera regularmente voos para o Sudeste Asiático, além de voos Taiwan e a República Popular da China. Este facto revela a incapacidade desta empresa de aproveitar e explorar todo o potencial do mercado de aviação de Macau, cuja economia é fortemente dependente do turismo e do jogo.
Após vários anos de prejuízos, a Air Macau conseguiu em 2010 um impressionante lucro de 231,8 milhões de patacas.

## Estrutura acionista

### Em 2007
- 51% China National Aviation Corporation (que integra a Air China)
- 20% Serviços, Administração e Participações (detida por TAP Portugal e BNU)
- 14% Sociedade de Turismo e Diversões de Macau
- 5% Governo da Região Administrativa Especial de Macau
- 5% Eva Air
- 5% pequenos accionistas privados

### Em 2009–2010
Devido aos prejuízos acumulados de mais de 600 milhões de patacas desde 2005 e somente com um capital social de 400 milhões de patacas, a Air Macau foi obrigada em 2009 pelo Governo da RAEM a encontrar soluções para evitar a sua dissolução. Por isso, nesse mesmo ano, a companhia procedeu primeiro a uma redução do seu capital social para um milhão de patacas, com o objectivo de absorver os prejuízos, e depois efectuou uma reposição da quota de cada accionista até aos 200 milhões de patacas, ficando os restantes 200 milhões de patacas na posse do Governo da RAEM. Porém, vários accionistas não concordaram com a injecção de capital e viram por isso as suas participações reduzirem drasticamente. Depois desta operação, a estrutura accionista da empresa passou a ser a seguinte:
- 80,86% China National Aviation Corporation (que integra a Air China)
- 14% Sociedade de Turismo e Diversões de Macau
- 5% Governo da Região Administrativa Especial de Macau
- 0,1% Serviços, Administração e Participações (detida por TAP Portugal e BNU)
- 0,025% Eva Air
- 0,0125% pequenos accionistas privados

Em 2010, a companhia Serviços, Administração e Participações (Seap), detida a 75% pela TAP Portugal e a 25% pelo Banco Nacional Ultramarino (BNU), vendeu a sua participação de 0,1% para a China National Aviation Corporation, que passou por isso a deter 80,87% das acções da Air Macau.

### Em 2010 a presente
De 2010 a 2014, a empresa alcançou cinco anos consecutivos de rentabilidade e o seu ativo total aumentou 4,5 vezes em relação a 2008. A partir dos três destinos de Pequim, Xangai e Taipé, construiu agora uma rede de rotas que cobre ambos os lados do Estreito de Taiwan e o Sudeste Asiático, Nordeste Asiático e outras regiões.

## Frota

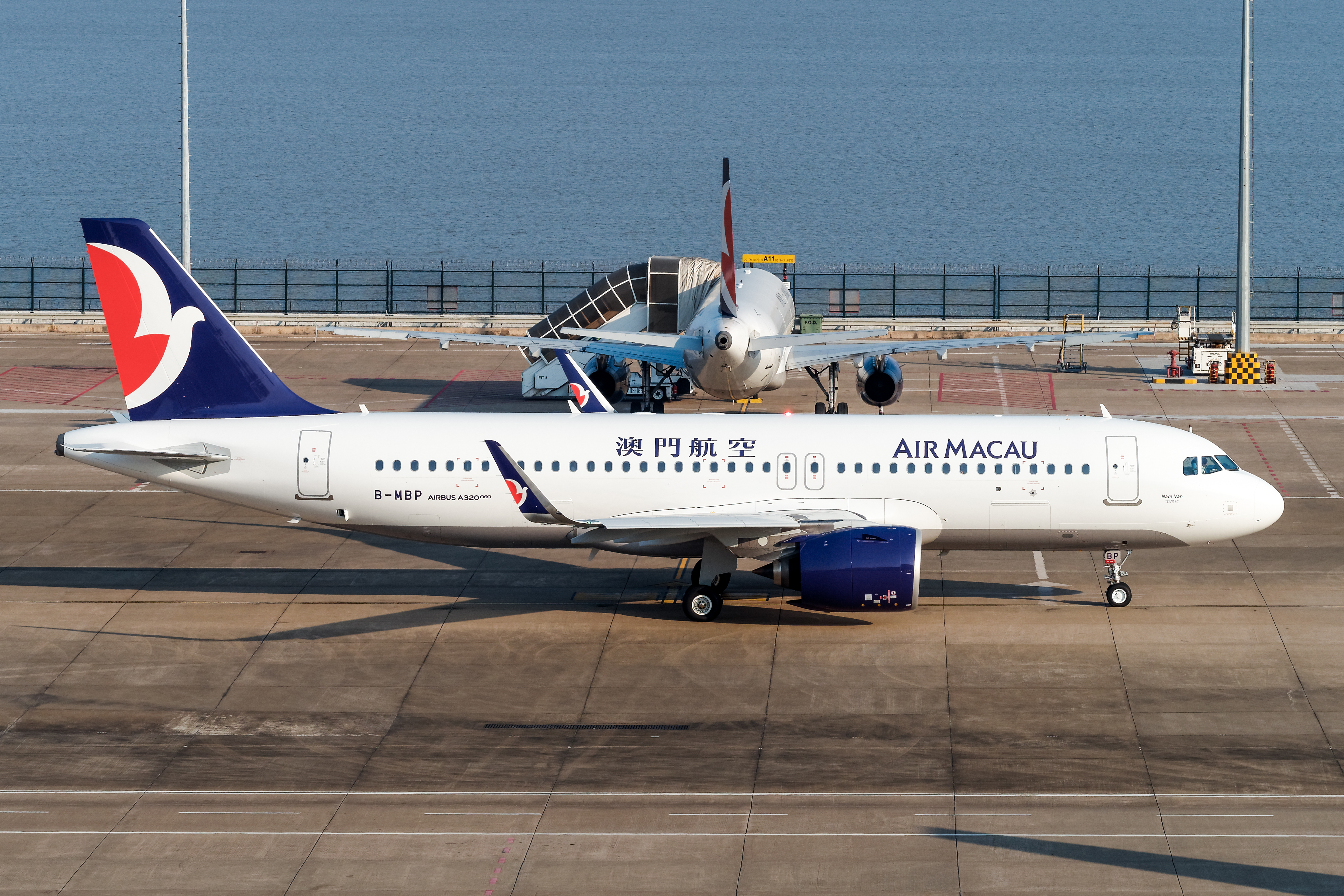
Um Airbus A320neo da Air Macau

A frota da Air Macau consistia nas seguintes aeronaves em maio de 2024: 
| Aeronave        | Em serviço | Ordens | Passageiros      | Passageiros | Passageiros | Notas                                              |
| Aeronave        | Em serviço | Ordens | Classe Executiva | Y           | Total       | Notas                                              |
| --------------- | ---------- | ------ | ---------------- | ----------- | ----------- | -------------------------------------------------- |
| Airbus A320-200 | 6          | —      | 12               | 138         | 150         | B-MCI em "Historic Centre of Macau" libré especial |
| Airbus A320-200 | 6          | —      | 20               | 132         | 152         | B-MCI em "Historic Centre of Macau" libré especial |
| Airbus A320neo  | 4          | —      | 8                | 150         | 158         | [ 9 ]                                              |
| Airbus A321-200 | 8          | —      | 16               | 162         | 178         | B-MBM em "Macau Welcomes You" libré especial       |
| Airbus A321-200 | 8          | —      | 24               | 155         | 179         | B-MBM em "Macau Welcomes You" libré especial       |
| Airbus A321neo  | 4          | —      | 12               | 186         | 198         | B-MBQ em "Macau Welcomes You" libré especial       |
| Airbus A330-300 | 1          | —      | 30               | 271         | 301         | alugado da Air China                               |
| Total           | 23         | 0      |                  |             |             |                                                    |

#### Frota Former
Dois Boeing 727-100Fs foram alugados para fornecer serviço de carga aérea para Shenzhen e Taiwan de 2002 a 2006; ambos retornaram ao serviço tributário da Transmile Air Services (e repintados com as cores da Air Macau). Ambas as aeronaves foram substituídas por dois A300-600RFs de propriedade da Air Macau. Esses dois Airbus A300s deixaram a empresa em 2012. Dois antigos A321-100 foram substituídos por dois novos A321-200 em 2013. Em 2020, dois Airbus A319-100 foram aposentados.

## Programa de passageiro frequente
A Air Macau tem o seu próprio programa de passageiro frequente denominado Privilégios. Em 1º de janeiro de 2015, Privileges se fundiu com Phoenix Miles, que é o programa de passageiro frequente da Air China.